# نیامگامدورا
نیامگامدورا (به لاتین: Niyamgamdora) یک منطقهٔ مسکونی در سری‌لانکا است که در استان مرکزی (سری‌لانکا) واقع شده‌است.